# Sam Rockwell
Samuel «Sam» Rockwell (Daly City, California; 5 de noviembre de 1968) es un actor estadounidense, ganador de un Óscar, un Globo de Oro, un BAFTA y un Premio del Sindicato de Actores al mejor actor de reparto por su papel en la película Three Billboards Outside Ebbing, Missouri. Es conocido por ser el protagonista de películas como Lawn Dogs, Confessions of a Dangerous Mind, Choke y Moon, y ha tenido papeles destacados en cintas como The Green Mile, Galaxy Quest, Clownhouse, Frost/Nixon, The Hitchhiker's Guide to the Galaxy, Matchstick Men, Todos están bien, El asesinato de Jesse James por el cobarde Robert Ford, Iron Man 2,  Vice, Richard Jewell y Jojo Rabbit.

## Primeros años
Rockwell nació en la localidad californiana de Daly City. Sus padres —también actores— se divorciaron cuando él tenía cinco años de edad. Fue criado por su padre, Pete Rockwell, en San Francisco mientras que su madre, Penny Hess, se quedó en Nueva York (Sam pasaba sus vacaciones de verano con ella). Tuvo lo que The New York Times describió como una "educación libre" y, a los diez años, hizo su debut como actor en un teatro de la East Village, en Manhattan, interpretando a Humphrey Bogart en un sketch improvisacional protagonizado por su madre. Su madre tenía un estilo de vida no convencional, ya que estaba involucrada con los hippies, el sexo y las drogas.
Asistió a la School of the Arts High School en San Francisco junto a Margaret Cho y abandonó antes de graduarse. Luego recibiría su diploma de la secundaria después de que sus padres lo inscribieran en un instituto alternativo llamado Urban Pioneers porque como Rockwell explicó: "Yo sólo quería drogarme, flirtear con chicas e ir a fiestas". El instituto, dijo el actor, "tenía una reputación de ser un lugar a donde iban los drogadictos porque era fácil graduarse", pero el curso terminó ayudándolo a volver a interesarse en la actuación. Después de aparecer en una película independiente durante su último año en la secundaria, se graduó y se trasladó a Nueva York para continuar con su carrera como actor.

## Carrera

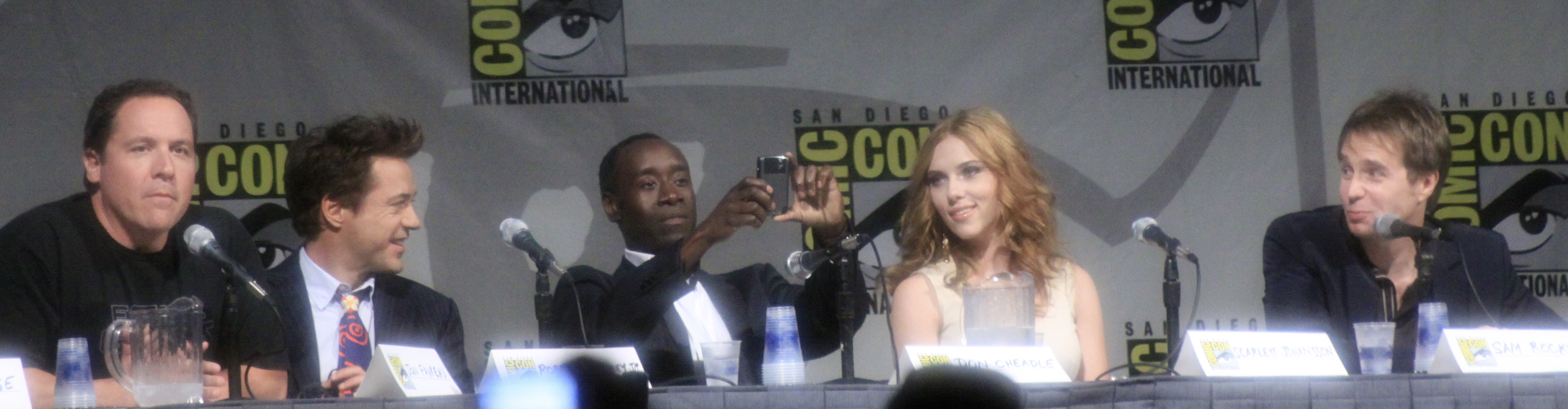
Sam Rockwell y otros más promocionando la salida de Iron-Man 2

### Primeras películas
Después de su primer papel en el cine en la película de terror Clownhouse (1989), filmada en San Francisco, Rockwell se mudó a Nueva York y estudió actuación en el William Esper Studio. Su carrera lentamente adquirió impulso a principios de los años 1990, cuando alternó papeles como invitado en series de televisión como The Equalizer, NYPD Blue y Law & Order, y pequeños roles en películas como Last Exit to Brooklyn y Teenage Mutant Ninja Turtles. También interpretó al personaje del título en The Search for One-eye Jimmy. Durante esta época Rockwell trabajó en restaurantes como ayudante de camarero y hacía entregas de burritos a domicilio en bicicleta. En cierto momento, incluso trabajó como asistente de un detective privado. "Seguí a una chica que estaba teniendo una aventura y le tomé fotos en un motel", comentó Rockwell a la Rolling Stone en 2002. "Tenía muy mala pinta". Un anuncio bien pagado para la compañía de cerveza Miller en 1994 finalmente le permitió dedicarse a tiempo completo a la actuación.
El momento clave de su carrera fue la película Box of Moon Light (1996), de Tom DiCillo, donde interpretó a un excéntrico joven que se viste como Davy Crockett y vive en una aislada casa rodante. Los elogios recibidos lo colocaron frente a los agentes de casting y nuevos seguidores, y el propio Rockwell comentó: "Esa película fue indudablemente un punto decisivo...de alguna forma fui introducido en el mapa del cine independiente después de diez años en Nueva York".
También recibió buenas críticas por la película Lawn Dogs (1997), donde interpretó a un cortacésped de clase trabajadora que se hace amigo de un niña de 10 años (Mischa Barton) en una comunidad privada de clase alta de Kentucky; la actuación de Rockwell fue galardonada con el premio a mejor actor en los festivales internacionales de cine de Montreal y Cataluña. En 1999 Rockwell interpretó al prisionero William "Wild Bill" Wharton en la adaptación del drama carcelario de Stephen King The Green Mile. Al momento de la filmación de la película, Rockwell explicó por qué le atraía hacer ese tipo de personajes antipáticos. Dijo: "Me gusta ese contenido oscuro. Creo que los héroes tienen que ser estropeados. Aquí hay un poco de amargura y enojo...Pero después de esto, tengo que interpretar a algún abogado, o a un aristócrata británico, o me van a encasillar".

### Reconocimiento en Hollywood
Después de hacer de presidente incompetente en la sátira de ciencia ficción Galaxy Quest (1999), de trabajar en la adaptación de Shakespeare El sueño de una noche de verano (1999), interpretando a Flute, y de encarnar al sociable villano Eric Knox en Los ángeles de Charlie (2000), Rockwell consiguió el papel protagónico más grande de su carrera como Chuck Barris, el anfitrión de The Gong Show, en el debut como director de George Clooney, Confesiones de una mente peligrosa (2002). La actuación de Rockwell fue bien recibida y la película consiguió críticas positivas en general.
Rockwell también recibió comentarios positivos por su papel junto a Nicolas Cage en Matchstick Men (2003), de Ridley Scott. En Entertainment Weekly lo llamaron "destinado por excesivo interés a ser por siempre un colorido compinche". Recibió críticas más mixtas como Zaphod Beeblebrox en la versión del año 2005 de The Hitchhiker's Guide to the Galaxy. A continuación tuvo un notable papel secundario como Charley Ford, el hermano de Robert Ford (Casey Affleck), en el exitoso drama de 2007 El asesinato de Jesse James por el cobarde Robert Ford. Según una entrevista para The Howard Stern Show, el director Jon Favreau consideró a Rockwell para el papel de Iron Man porque en un principio el estudio dudaba en trabajar con Robert Downey Jr. Rockwell apareció en la secuela de Iron Man estrenada en 2010, interpretando a Justin Hammer, el rival en desarrollo de armas de Tony Stark. Declaró que aceptó el papel sin haber leído el guion. Nunca había oído hablar del personaje antes de ser contactado para el papel y no sabía que Hammer es un hombre viejo en el cómic.
Además de películas de gran presupuesto, al mismo tiempo Rockwell se ha mantenido dentro del mundo del cine independiente con proyectos como The F Word y el cortometraje Robin's Big Date, una parodia de Batman donde Rockwell interpreta al famoso superhéroe y Justin Long a Robin. También protagonizó junto a Kate Beckinsale la película Snow Angels (2008), dirigida por David Gordon Green.
Rockwell interpretó a Victor Mancini en la película Choke, basada en la novela de Chuck Palahniuk. El crítico Roger Ebert dijo sobre su actuación que Rockwell "parece haberse convertido en una nueva versión de Christopher Walken — no todo el tiempo, pero cuando lo necesitas, él es la opción para la rareza".
En 2007, Rockwell participó como invitado en la miniserie cómica en línea llamada Casted: The Continuing Chronicles of Derek Riffchyn, Greatest Casting Director in the World. Ever, junto a Jonathan Togo y Justin Long. Interpretó a un joven aspirante a actor llamado Pete Sampras (sin relación al jugador de tenis); Rockwell aparece en el segundo episodio de la serie de un  total de cuatro.
En 2009, protagonizó la elogiada película de ciencia ficción Moon, dirigida por Duncan Jones, donde su actuación fue muy apreciada y muchos críticos reclamaron una nominación al Óscar como mejor actor. Al año siguiente se anunció que Rockwell volvería a trabajar con el director de Iron Man 2, Jon Favreau, para la adaptación de la novela gráfica Cowboys & Aliens. Rockwell interpretó al dueño de un bar llamado Doc que se une a la persecución de los alienígenas. En 2012 apareció en Seven Psychopaths, película dirigida y escrita por Martin McDonagh, y protagonizada por Woody Harrelson, Christopher Walken, Tom Waits y Colin Farrell.
En el año 2018 el actor fue reconocido con el Globo de Oro al mejor actor de reparto, el Óscar al mejor actor de reparto, el BAFTA al Mejor actor de reparto y un premio del Sindicato de actores al Mejor actor de reparto por su interpretación en la película Three Billboards Outside Ebbing, Missouri, escrita y dirigida por Martin McDonagh, en la cual encarna al racista oficial de policía Jason Dixon.

### Teatro
Desde 1992, Rockwell ha sido miembro de la LAByrinth Theater Company, una compañía de teatro de off-Broadway, donde Philip Seymour Hoffman y John Ortiz fueron directores de arte. En 2005 Hoffman dirigió a Rockwell en la obra de Stephen Adly Guirgis The Last Days of Judas Iscariot. Otras de las obras en donde ha actuado son: North of Mason-Dixon (2007), Dumb Waiter (2001), The Zoo Story (2001), Hot L Baltimore (2000), Goosepimples (1998), Love and Human Remains, Face Divided, Orphans, Den of Thieves, Dessert at Waffle House, The Largest Elizabeth y A Behanding in Spokane.

## Vida personal
Rockwell nunca se ha casado y en 2007 en una entrevista dijo: "Definitivamente no quiero ser padre. No es mi estilo". Ha estado saliendo con la actriz Leslie Bibb desde el año 2007. Se conocieron mientras él estaba filmando Frost/Nixon, en Los Ángeles. Más tarde actuaron juntos en Iron Man 2.

## Filmografía

### Cine y televisión
| Año  | Título                                                     | Personaje            | Notas               |
| ---- | ---------------------------------------------------------- | -------------------- | ------------------- |
| 2025 | Los tipos malos 2                                          | Sr. Lobo             | Voz                 |
| 2024 | IF                                                         | Perro Guardian       | Voz                 |
| 2022 | See How They Run                                           | Inspector Stoppard   |                     |
| 2022 | Los tipos malos                                            | Sr. Lobo             | Voz                 |
| 2020 | Trolls World Tour                                          | Hickory              | Voz                 |
| 2020 | The One and Only Ivan                                      | Ivan                 |                     |
| 2019 | Jojo Rabbit                                                | Capitán Klenzendorf  |                     |
| 2019 | Richard Jewell                                             | Watson Bryant        |                     |
| 2019 | The Best of Enemies                                        | C. P. Ellis          |                     |
| 2018 | Vice                                                       | George W. Bush       |                     |
| 2017 | Three Billboards Outside Ebbing, Missouri                  | Oficial Jason Dixon  |                     |
| 2015 | F is for Family                                            | Vic (voz)            | Serie animada       |
| 2015 | Mr. Right                                                  | Mr. Right            |                     |
| 2015 | Poltergeist                                                | Eric Bowen           |                     |
| 2014 | Laggies                                                    | Craig                |                     |
| 2014 | Marvel One-Shot: All Hail the King                         | Justin Hammer        | Cortometraje, cameo |
| 2013 | Trust Me                                                   | Aldo                 |                     |
| 2013 | The Way, Way Back                                          | Owen                 |                     |
| 2013 | A Case of You                                              | Gary                 |                     |
| 2013 | Better Living Through Chemistry                            | Douglas Varney       |                     |
| 2013 | A Single Shot                                              | John Moon            |                     |
| 2012 | Seven Psychopaths                                          | Billy                |                     |
| 2011 | The Sitter                                                 | Karl                 |                     |
| 2011 | Cowboys & Aliens                                           | Doc                  |                     |
| 2010 | Conviction                                                 | Kenny Waters         |                     |
| 2010 | Iron Man 2                                                 | Justin Hammer        |                     |
| 2010 | F—K                                                        | Sam                  | Cortometraje        |
| 2009 | Gentlemen Broncos                                          | Bronco/Brutus        |                     |
| 2009 | Everybody's Fine                                           | Robert Goode         |                     |
| 2009 | G-Force                                                    | Darwin               | Sólo voz            |
| 2009 | The Winning Season                                         | Bill                 | También productor   |
| 2009 | Moon                                                       | Sam Bell             |                     |
| 2008 | Frost/Nixon                                                | James Reston Jr.     |                     |
| 2008 | Choke                                                      | Victor Mancini       |                     |
| 2007 | Joshua                                                     | Brad Cairn           |                     |
| 2007 | The Assassination of Jesse James by the Coward Robert Ford | Charley Ford         |                     |
| 2007 | Snow Angels                                                | Glenn                |                     |
| 2005 | The Hitchhiker's Guide to the Galaxy                       | Zaphod Beeblebrox    |                     |
| 2004 | Picadilly Jim                                              | Picadilly Jim        |                     |
| 2003 | Matchstick Men                                             | Frank Mercer         |                     |
| 2002 | Confessions of a Dangerous Mind                            | Chuck Barris         |                     |
| 2002 | Welcome to Collinwood                                      | Pero                 |                     |
| 2001 | Heist                                                      | Jimmy Silk           |                     |
| 2001 | Made                                                       | Hotel Clerk          | No acreditado       |
| 2000 | Charlie's Angels                                           | Eric Knox            |                     |
| 1999 | Galaxy Quest                                               | Guy Fleegman         |                     |
| 1999 | The Green Mile                                             | 'Wild Bill' Wharton  |                     |
| 1999 | El sueño de una noche de verano                            | Francis Flute        |                     |
| 1998 | Celebrity                                                  | Seguidor de Darrow   |                     |
| 1998 | Safe Men                                                   | Sam                  |                     |
| 1998 | Louis & Frank                                              | Sam                  |                     |
| 1997 | Lawn Dogs                                                  | Trent                |                     |
| 1996 | Box of Moon Light                                          | El chico / Bucky     |                     |
| 1996 | Basquiat                                                   | Matón                |                     |
| 1996 | The Search for One-eye Jimmy                               | "One-eye" Jimmy      |                     |
| 1994 | Alguien a quien amar                                       | Tipo polaco          |                     |
| 1992 | Jack and His Friends                                       | Louie                |                     |
| 1990 | Teenage Mutant Ninja Turtles                               | Líder de los matones |                     |
| 1989 | Clownhouse                                                 | Randy                |                     |

## Premios y nominaciones

### Premios Óscar
| Año  | Categoría              | Trabajo nominado                          | Resultado |
| ---- | ---------------------- | ----------------------------------------- | --------- |
| 2018 | Mejor actor de reparto | Three Billboards Outside Ebbing, Missouri | Ganador   |
| 2019 | Mejor actor de reparto | Vice                                      | Nominado  |

### Globos de Oro
| Año  | Categoría                            | Trabajo nominado                          | Resultado |
| ---- | ------------------------------------ | ----------------------------------------- | --------- |
| 2020 | Mejor actor de miniserie o telefilme | Fosse/Verdon                              | Nominado  |
| 2018 | Mejor actor de reparto               | Vice                                      | Nominado  |
| 2017 | Mejor actor de reparto               | Three Billboards Outside Ebbing, Missouri | Ganador   |

### BAFTA
| Año  | Categoría              | Trabajo nominado                          | Resultado |
| ---- | ---------------------- | ----------------------------------------- | --------- |
| 2018 | Mejor actor de reparto | Vice                                      | Nominado  |
| 2017 | Mejor actor de reparto | Three Billboards Outside Ebbing, Missouri | Ganador   |

### Premios del Sindicato de Actores
| Año  | Categoría                           | Trabajo nominado                          | Resultado |
| ---- | ----------------------------------- | ----------------------------------------- | --------- |
| 1999 | Mejor reparto                       | The Green Mile                            | Nominado  |
| 2008 | Mejor reparto                       | Frost/Nixon                               | Nominado  |
| 2017 | Mejor reparto                       | Three Billboards Outside Ebbing, Missouri | Ganador   |
| 2017 | Mejor actor de reparto              | Three Billboards Outside Ebbing, Missouri | Ganador   |
| 2020 | Mejor actor - Miniserie o telefilme | Fosse/Verdon                              | Ganador   |

### Premios Emmy
| Año  | Categoría                           | Trabajo nominado | Resultado |
| ---- | ----------------------------------- | ---------------- | --------- |
| 2019 | Mejor actor - Miniserie o telefilme | Fosse/Verdon     | Nominado  |

### Premios de la Crítica Cinematográfica
| Año  | Categoría                           | Trabajo nominado                          | Resultado |
| ---- | ----------------------------------- | ----------------------------------------- | --------- |
| 2011 | Mejor actor de reparto              | Conviction                                | Nominado  |
| 2013 | Mejor actor                         | The Way, Way Back                         | Nominado  |
| 2017 | Mejor reparto                       | Three Billboards Outside Ebbing, Missouri | Ganador   |
| 2017 | Mejor actor de reparto              | Three Billboards Outside Ebbing, Missouri | Ganador   |
| 2020 | Mejor actor - Miniserie o telefilme | Fosse/Verdon                              | Nominado  |

### Premios Independent Spirit
| Año  | Categoría              | Trabajo nominado                          | Resultado |
| ---- | ---------------------- | ----------------------------------------- | --------- |
| 2011 | Mejor actor de reparto | Seven Psychopaths                         | Nominado  |
| 2017 | Mejor actor de reparto | Three Billboards Outside Ebbing, Missouri | Ganador   |

### Premios Satellite
| Año  | Categoría                                  | Trabajo nominado                          | Resultado |
| ---- | ------------------------------------------ | ----------------------------------------- | --------- |
| 2002 | Mejor actor - Musical o Comedia            | Confessions of a Dangerous Mind           | Nominado  |
| 2003 | Mejor actor de reparto - Musical o Comedia | Matchstick Men                            | Nominado  |
| 2008 | Mejor actor - Musical o Comedia            | Choke                                     | Nominado  |
| 2017 | Mejor actor de reparto                     | Three Billboards Outside Ebbing, Missouri | Ganador   |

### Festival Internacional de Cine de Berlín
| Año  | Categoría                      | Trabajo nominado                   | Resultado |
| ---- | ------------------------------ | ---------------------------------- | --------- |
| 2003 | mejor interpretación masculina | Confesiones de una mente peligrosa | Ganador   |